# Папаэфтимиу, Мариос
Ма́риос Хри́стос Папаэфтими́у (греч. Μάριος Χρήστος Παπαευθυμίου, англ. Marios Christos Papaefthymiou; род. Греция) — греко-американский учёный в области информатики и электротехники, инженер, профессор и декан Школы информатики и компьютерных наук имени Дональда Брена Калифорнийского университета в Ирвайне. Эксперт в области разработки энергоэффективных и высокопроизводительных компьютеров. Соучредитель, президент и главный научный сотрудник компании/стартапа Cyclos Semiconductor (Беркли, Калифорния), занимающейся разработкой энергоэффективных процессоров. Член Института инженеров электротехники и электроники (2014).

## Биография
Вырос в Афинах (Греция).

### Образование
Учился в Афинском национальном техническом университете, однако впоследствии перевёлся в Калифорнийский технологический институт (США).
Калифорнийский технологический институт (бакалавр электротехники, 1988), Массачусетский технологический институт (магистр электротехники и информатики, 1990; доктор философии в области электротехники и информатики, 1993).

### Карьера
1993—1996: ассистент-профессор департамента электротехники и информатики Йельского университета.
1996—2017: ассистент-профессор (в дальнейшем — профессор) департамента электротехники и информатики Мичиганского университета.
С 1 января 2017 года — профессор и декан Школы информатики и компьютерных наук имени Дональда Брена Калифорнийского университета в Ирвайне.
Автор многочисленных научных статей.
Имеет патенты.
Помощник редактора научных журналов «IEEE Transactions on Computer-Aided Design of Integrated Circuits and Systems», «IEEE Transactions on Computers» и «IEEE Transactions on Very Large Scale Integration Systems».

## Сфера научных интересов
Параллельные и распределённые вычисления, интернет вещей, энергопотребление, энергосбережение, машинное обучение, логические вентили, КМОП, нейронные процессоры, низкочастотная электроника, архитектура памяти.

## Награды и премии
- Young Investigator Award от Научно-исследовательского отдела Армии США (ARO)
- CAREER Award от Национального научного фонда
- Faculty Partnership Award от компании IBM[7]